# 三菱重工長崎ラグビー部
三菱重工長崎Neptunus（みつびしじゅうこうぎょうながさきネプトゥヌス）は、トップキュウシュウに所属する三菱重工業長崎造船所のラグビーチーム。

## 歴史
- 1927年 - 三菱重工長崎ラグビー部として創部
- 1958年 - 全国社会人大会に初出場
- 1976年 - 西日本社会人Aリーグに昇格、昇格初年度に初優勝
- 1979年 - 西日本社会人Aリーグで再び優勝
- 1997年 - 西日本社会人Bリーグに降格
- 1999年 - 西日本社会人Aリーグに再昇格
- 2024年 - 現名称に変更。

## タイトル
最上位リーグ
- 西日本社会人リーグ　優勝：2回（1976, 1979）

## 成績

### 全国社会人大会戦績
| 回 | 年度 | 地区   | 成績      | 試 | 勝 | 分 | 敗 | 得 | 失 | 差  | 備考 |
| -- | ---- | ------ | --------- | -- | -- | -- | -- | -- | -- | --- | ---- |
| 10 | 1957 | 九州   | 1回戦敗退 | 1  | 0  | 0  | 1  | 0  | 6  | -6  |      |
| 16 | 1963 | 九州   | 1回戦敗退 | 1  | 0  | 0  | 1  | 3  | 14 | -11 |      |
| 17 | 1964 | 九州   | 1回戦敗退 | 1  | 0  | 0  | 1  | 3  | 39 | -36 |      |
| 27 | 1974 | 九州   | 1回戦敗退 | 1  | 0  | 0  | 1  | 11 | 18 | -7  |      |
| 28 | 1975 | 九州   | 1回戦敗退 | 1  | 0  | 0  | 1  | 10 | 46 | -36 |      |
| 29 | 1976 | 九州   | 1回戦敗退 | 1  | 0  | 0  | 1  | 0  | 49 | -49 |      |
| 30 | 1977 | 九州   | 1回戦敗退 | 1  | 0  | 0  | 1  | 9  | 15 | -6  |      |
| 31 | 1978 | 九州   | 1回戦敗退 | 1  | 0  | 0  | 1  | 6  | 25 | -19 |      |
| 32 | 1979 | 九州   | 1回戦敗退 | 1  | 0  | 0  | 1  | 3  | 39 | -36 |      |
| 33 | 1980 | 九州   | 1回戦敗退 | 1  | 0  | 0  | 1  | 3  | 9  | -6  |      |
| 34 | 1981 | 九州   | ベスト8   | 2  | 1  | 0  | 1  | 49 | 16 | 33  |      |
| 35 | 1982 | 九州   | 1回戦敗退 | 1  | 0  | 0  | 1  | 12 | 22 | -10 |      |
| 36 | 1983 | 九州   | 1回戦敗退 | 1  | 0  | 0  | 1  | 4  | 18 | -14 |      |
| 37 | 1984 | 九州   | 1回戦敗退 | 1  | 0  | 0  | 1  | 6  | 31 | -25 |      |
| 38 | 1985 | 九州   | 1回戦敗退 | 1  | 0  | 0  | 1  | 9  | 33 | -24 |      |
| 39 | 1986 | 九州   | 1回戦敗退 | 1  | 0  | 0  | 1  | 0  | 32 | -32 |      |
| 40 | 1987 | 九州   | 1回戦敗退 | 1  | 0  | 0  | 1  | 6  | 12 | -6  |      |
| 42 | 1989 | 西日本 | 1回戦敗退 | 1  | 0  | 0  | 1  | 13 | 38 | -25 |      |

### リーグ戦戦績

#### トップリーグ創設以前
- 1999-2000 西日本社会人Aリーグ 8位
- 2000-2001 西日本社会人Aリーグ 8位
- 2001-2002 西日本社会人Aリーグ 7位
- 2002-2003 西日本社会人Aリーグ 6位、トップキュウシュウAへ参入

#### トップリーグ創設以降
- 2003-2004 トップキュウシュウA 6位
- 2004-2005 トップキュウシュウA 7位
- 2005-2006 トップキュウシュウA 5位
- 2006-2007 トップキュウシュウA 4位
- 2007-2008 トップキュウシュウA 3位
- 2008-2009 トップキュウシュウA 2位、トップチャレンジ2：3位、トップキュウシュウ残留
- 2009-2010 トップキュウシュウA 5位、トップキュウシュウB降格
- 2010-2011 トップキュウシュウB 4位、トップキュウシュウA昇格
- 2011-2012 トップキュウシュウA 6位、トップキュウシュウB降格
- 2012-2013 トップキュウシュウB 優勝（予選リーグ：1位 6勝、プレーオフ：2勝）入替戦：勝利、トップキュウシュウA昇格
- 2013-2014 トップキュウシュウA 6位（予選リーグ ：5位 2勝4敗、決勝リーグ：4-7位決定戦 1勝2敗）
- 2014-2015 トップキュウシュウA 5位（予選リーグ ：5位 2勝4敗、決勝リーグ：4-7位決定戦 2勝1敗）
- 2015-2016 トップキュウシュウA 6位（予選リーグ ：6位 2勝5敗、決勝リーグ：5-8位決定戦 2勝1敗）
- 2016-2017 トップキュウシュウA 5位（予選リーグ ：5位 2勝4敗、決勝リーグ：4-7位決定戦 2勝1敗）
- 2017-2018 トップキュウシュウA 3位（予選リーグ ：2位 3勝1敗、決勝リーグ：1-3位決定戦 2敗）
- 2018-2019 トップキュウシュウA 4位（予選リーグ ：4位 1勝3敗、順位決定戦：勝利）、入替戦：勝利、トップキュウシュウA残留
- 2019-2020 トップキュウシュウA 3位（3勝2敗）
- 2020-2021 リーグ中止
- 2021-2022 リーグ中止
- 2022-2023 トップキュウシュウA 5位（2勝3敗）、入替戦：勝利、トップキュウシュウA残留
- 2023-2024 トップキュウシュウA 6位（5敗）、入替戦：勝利、トップキュウシュウA残留
- 2024-2025 トップキュウシュウ 5位（リーグ戦：カンファレンスB3位 1勝2敗、順位決定戦：1回戦 勝利、5位決定戦 勝利）

## 三菱重工業のスポーツチーム
- 三菱重工相模原ダイナボアーズ
- 三菱重工長崎サッカー部
- 三菱重工East硬式野球部
- 三菱重工West硬式野球部
- 三菱重工マラソン部

かつて存在した三菱重工業のスポーツチーム
- 三菱重工名古屋硬式野球部
- 三菱重工三原硬式野球部
- 三菱重工広島硬式野球部
- 三菱重工長崎硬式野球部
- 三菱重工業サッカー部（浦和レッドダイヤモンズの前身チーム）